# James C. Scott
James C. Scott   (Mount Holly, 2 de desembre de 1936 - Durham, 19 de juliol de 2024) és un politòleg i antropòleg estatunidenc especialitzat en política comparada. És un teòric de les societats agràries i no estatals, la subalternitat i l'anarquisme. La seva recerca principal s'ha centrat en els camperols del sud-est asiàtic i les seves estratègies de resistència a diverses formes de dominació. The New York Times va descriure la seva investigació com a «altament influent i idiosincràtica».
Scott es va doctorar en Ciències Polítiques a la Universitat Yale. Va ensenyar a la Universitat de Wisconsin fins a 1976 i després a Yale. Viu en una granja a Durham. És membre de l'Acadèmia Americana d'Arts i les Ciències i ha estat resident a l'Institut d'Estudis Avançats de Princeton, al Massachusetts Institute of Technology, a la National Science Foundation i a la National Endowment for the Humanities. El 2020 va ser elegit membre de la Societat Filosòfica Americana.

## Trajectòria
Scott va estudiar a la Moorestown Friends School, una escola de quàquers, i el 1953 es va matricular al Williams College de Massachusetts. Seguint les indicacions de William Hollinger, va escriure una tesi doctoral sobre el desenvolupament econòmic de Birmània.
Com a especialista en el sud-est asiàtic, durant la Guerra del Vietnam, va fer classes populars sobre la guerra i les revolucions camperoles. És un estudiós influent en el treball de camp etnogràfic i va passar catorze mesos en un poble de Kedah, a Malàisia, entre 1978 i 1980.

## Pensament
La recerca de Scott se centra en les maneres en què les persones subalternes resisteixen la dominació i l'autoritat. Les seves teories sovint es contraposen amb les idees gramscianes sobre l'hegemonia. Contra Gramsci, Scott argumenta que la resistència quotidiana dels subalterns demostra que no han consentit el domini.
A Domination and the Arts of Resistance: Hidden Transcripts (1990) argumenta que els grups subordinats utilitzen estratègies de resistència que passen desapercebudes i que anomena «infrapolítica». Scott descriu les interaccions públiques entre dominadors i oprimits com una «transcripció pública» i la crítica del poder que surt fora de l'escenari com una «transcripció oculta». Per tant, els grups sota dominació, des del treball en servitud fins a la violència sexual, no es poden entendre només per les seves aparences exteriors. Per a estudiar els sistemes de dominació presta una atenció acurada al que hi ha sota la superfície d'un comportament públic evident. En públic els oprimits accepten el seu domini, però sempre qüestionen el seu domini fora de l'escenari. En el cas de la difusió d'aquesta «transcripció oculta», les classes oprimides assumeixen obertament el seu discurs i prenen consciència del seu estatus comú.
Publicat l'agost de 2017, Against the Grain: A Deep History of the Earliest States és un relat de les proves dels inicis de les primeres civilitzacions que contradiuen la narrativa comuna. Scott examina per què vam evitar el sedentarisme i l'arada, els avantatges de la subsistència mòbil, les epidèmies imprevisibles derivades de l'amuntegament de plantes, animals i gra, i per què tots els primers estats es basen en mills, grans de cereals i treball forçós. També s'ocupa dels «bàrbars», que durant molt de temps van evadir el control estatal, com una manera d'entendre la tensió contínua entre estats i pobles no dominats.
A Two Cheers for Anarchism: Six Easy Pieces on Autonomy, Dignity, and Meaningful Work and Play del 2012, Scott afirma que «es fa evident que els principis anarquistes són actius en les aspiracions i l'acció política de persones que mai no han sentit parlar de l'anarquisme o de la filosofia anarquista».